# Аксфорс, Анна
Анна Биргитта Аксфорс (швед. Anna Birgitta Axfors; род. 17 октября 1990, Торпа) — шведская писательница и поэтесса.

## Карьера
Её имя стало широко известно летом 2015 года, когда Аксфорс вступила в дебаты в шведской бульварной газете Aftonbladet о тяжёлом положении молодых поэтов, стремящихся дебютировать. Она выступила против часто высказываемого мнения о нехватке молодых, многообещающих авторов в Швеции, утверждая вместо этого, что крупные издательства демонстрируют обескураживающее отсутствие интереса к современным молодым писателям и закрывают глаза на новые формы выражения, которые принимает поэзия.
Осенью 2016 года приняла участие в украинских поэтических фестивалях — «Меридиан» в Черновцах и Книжной ярмарке во Львове.
В 2016 году в издательстве 10tal вышла её первая книга «Любовное письмо» (швед. Kärleksbrevet). После этого авторитетное издание Svenska Dagbladet назвало Аксфорс одним из 20 самых важных молодых поэтов Швеции.
В 2018 году в том же издательстве вышел второй сборник её стихов «Я ненавижу природу» (швед. Jag hatar naturen).